# ميغيل مينهافا
ميغيل مينهافا (بالبرتغالية: Miguel Minhava‏) مواليد 5 نوفمبر 1983 في لشبونة، هو لاعب كرة سلة برتغالي. بدأ مسيرته الاحترافية في سنة 1999. يبلغ طوله 6 قدم 5.75 بوصة (2.0 م). لعب مع بالينينسيس لكرة السلة وبنفيكا لكرة السلة.

## روابط خارجية
- ميغيل مينهافا على موقع الاتحاد الدولي لكرة السلة (الإنجليزية)
- ميغيل مينهافا على موقع كرة السلة الأوروبية.كوم (الإنجليزية)
- ميغيل مينهافا على موقع ريلجم (الإنجليزية)
- ميغيل مينهافا على موقع بروبوليرز (الإنجليزية)